# 沢田実
沢田 実（さわだ みのる、1923年（大正12年）11月10日 - 1976年（昭和51年）7月6日）は、日本の政治家。参議院議員（1期、公明党）。

## 経歴
岐阜県出身。法政大学修了。川崎航空機、昭和電工などに勤めた後、岐阜市で繊維製品卸業を営む。その後、岐阜県議会議員を経て、1968年の第8回参議院議員通常選挙において公明党公認で全国区から立候補して当選する。1974年の第12回参議院議員通常選挙には出馬しなかった。この他、公明党中央委員、公明党岐阜県本部長などを歴任した。1976年死去。死没日をもって勲三等旭日中綬章追贈、正五位に叙される。